# Palmlunden i Elche
Palmlunden i Elche (spanska: Palmeral de Elche, valensiska: Palmerar d'Elx) är en palmträdplantering i den spanska provinsen Alicante.  Det är Europas största palmlund (spanska: palmeral) och en av de största i världen, i storlek endast överträffad av några i arabländerna.
Palmlunden omfattar Parque Municipal samt många andra fruktträdgårdar (huertos) och täcker över 3,5 kvadratkilometer, inklusive 1,5 km² inne i Elche (Elx). Den har fler än 11 000 palmträd, de flesta dadelpalmer, enstaka av dem upp till 300 år gamla. Vid dess höjdpunkt, på 1700-talet, kan den ha täckt en yta två gånger så stor med upp till 200 000 träd. Dadlarna skördas i december. En berömd palm är "Kejsarpalmen" (Palmera Imperial), med 7 stammar i formen av en kandelaber, som är namngiven efter Elisabeth av Österrike-Ungern, känd som Sissi, kejsargemål till Frans Josef av Österrike, som besökte planteringen 1894.
Man tror att palmerna ursprungligen planterades på denna plats så tidigt som på 500-talet f.Kr. av kartager som slog sig ner i sydöstra Spanien. Planteringen överlevde under det Romerska riket och Morerna. Bevattningssystemen utvidgades under Abd ar-Rahman I:s styre och är ännu i bruk. Det formella landskapet i palmlunden som ännu finns kvar idag skapades när staden stod under Morernas kontroll på 900-talet. Trots att området har en årlig nederbörd som uppgår till endast 300 mm, skapar palmträden som planterats längs ett nätverk av bevattningskanaler från salta floden Vinalopó ett lapptäcke av jordbrukstäppor (huertos), var och en avgränsad och beskuggad av palmträd för att skapa ett skyddat mikroklimat. Lagar fastställdes för att skydda planteringen efter reconquistan.
2005 upptäcktes att den röda palmvivelns larver (Rhynchophorus ferrugineus) hade härjat på några träd, och lagt sina ägg på insidan av stammarna.

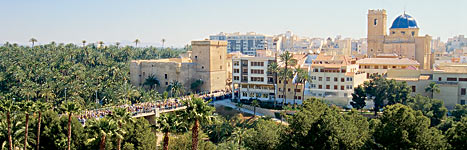
Panoramavy över Elche, som visar palmträden i staden.

## Externa länkar

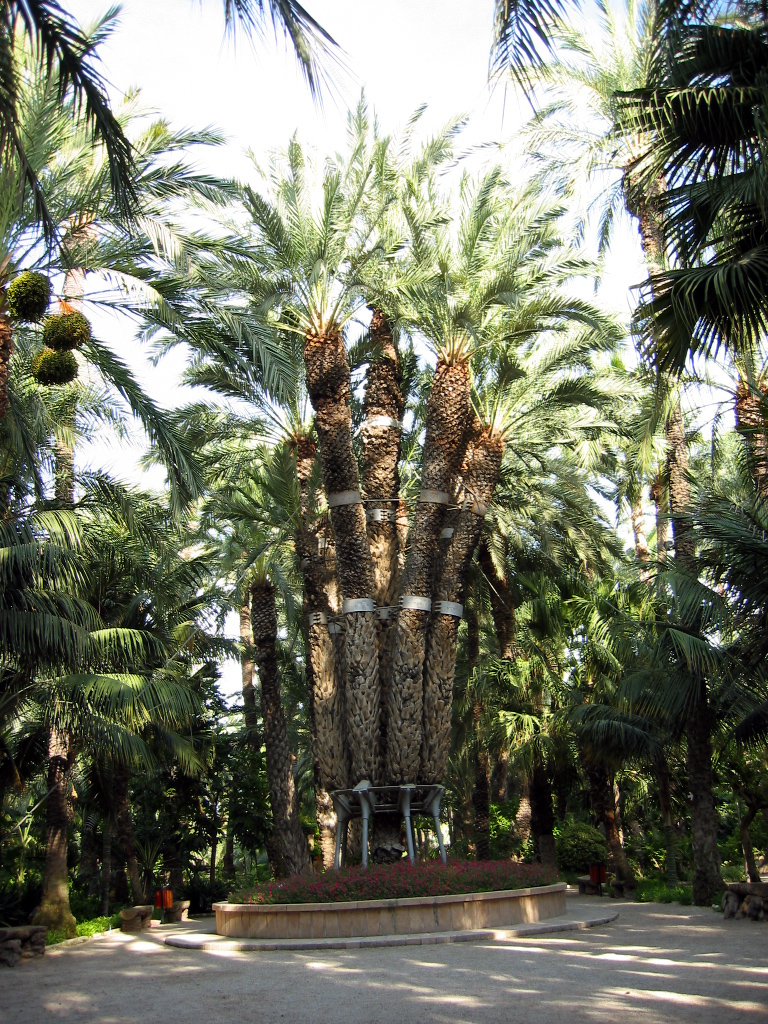
"Kejsarpalmen" (Palmera Imperial) i Huerto del Cura, namngiven efter Elisabeth av Österrike-Ungern.
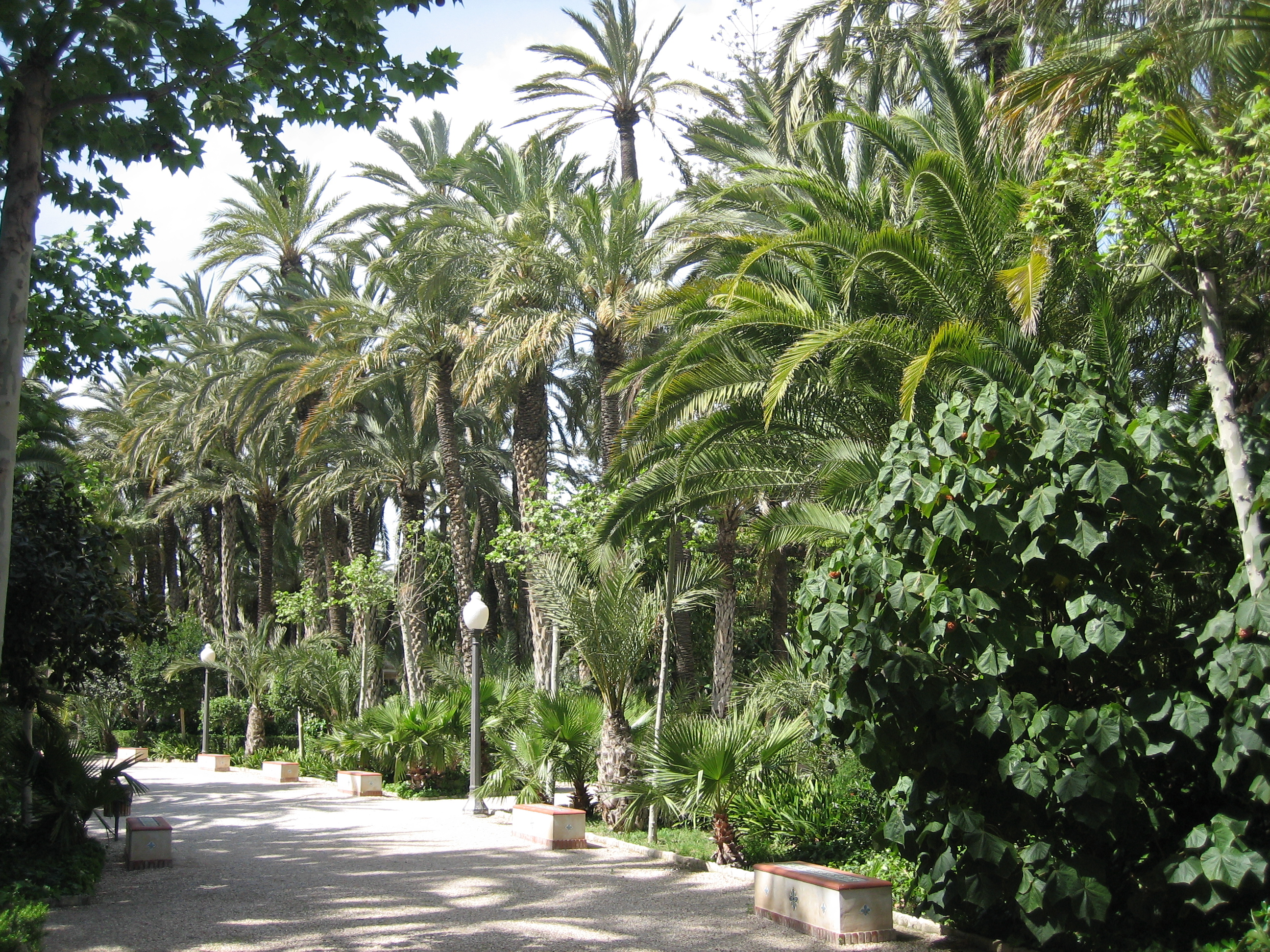
Vy överpalmträden i Parque Municipal.